# Llanddewi Brefi
Llanddewi Brefi è un centro abitato del Galles, situato nella contea del Ceredigion.